# 吉丸絢梓
吉丸 絢梓（よしまる けんしん、1996年3月27日 - ）は、宮崎県都城市出身のプロサッカー選手。Jリーグ・福島ユナイテッドFC所属。ポジションはゴールキーパー。

## 来歴
中学校卒業後、地元・宮崎県を離れヴィッセル神戸U-18へ入団。2012年、岐阜国体に兵庫県選抜として出場し優勝を果たした。2013年は、高円宮杯 JFA U-18サッカープレミアリーグ、Jリーグユース選手権大会を制して2冠獲得に貢献。また、同年シーズンはトップチームに2種登録されていた。
2014年より、トップチームへ昇格。
2016年、大分トリニータへ期限付き移籍。試合出場機会は無くシーズン終了後に神戸に復帰した。
2018年、ルヴァンカップのサガン鳥栖戦に先発出場し、トップチームでの公式戦初出場を果たした。同年8月10日からは徳島ヴォルティスへ育成型期限付き移籍。1ヶ月後の9月10日に移籍期間終了により神戸に復帰した。
2019シーズンは外国人枠の影響もあってキム・スンギュがメンバーから外れることが多かったために自身はサブメンバー入りを続け、5月26日に行われた第13節の湘南ベルマーレ戦で前川黛也に代わって先発に抜擢されJ1リーグ初出場を果たした。続く第14節のジュビロ磐田戦でも先発出場を果たしたが、以降はキムや前川が起用されたため自身はメンバーから外れた。
2020シーズンもメンバーには入れていなかったが、10月15日に行われたJ1リーグ第22節大分トリニータ戦で1年ぶりの出場を果たした。
2020年12月29日、ギラヴァンツ北九州に完全移籍することが発表された。
シーズン序盤は一定の出場機会を得ていたが、中盤以降は田中悠也の台頭もあって控えに回る試合も増え、シーズン通して出場は19試合に留まった。チームがJ3降格した2022年は、開幕から11試合連続で先発出場していたものの、第12節から田中、第16節からは加藤有輝の控えに回り、第22節からは10試合連続でベンチ入りからも外れ、その後は第33節加藤の負傷による交代で出場した1試合のみにとどまった。2023年は開幕から控え5試合ベンチ外5試合で、公式戦シーズン初出場となった天皇杯1回戦対鹿児島戦を皮切りに、直後のJ3第11節からリーグ戦5試合連続出場したものの、第15節長野戦の試合中に負傷し75分に交代しその後9試合連続でベンチ入りから外れる。第25節に復帰すると最終節を除く13試合連続で出場、同年GKとしてはチーム最多の18試合に出場したものの、シーズン終了後に契約満了となる。
2024年、福島ユナイテッドFCに移籍。

## 所属クラブ
- 2002年 - 2007年 川東サッカースポーツ少年団（都城市立川東小学校）
- 2008年 - 2010年 セレソン都城FC （都城市立祝吉中学校）
- 2011年 - 2013年 ヴィッセル神戸U-18（神戸学院大学附属高等学校）
  - 2013年  ヴィッセル神戸（2種登録選手）
- 2014年 - 2020年  ヴィッセル神戸
  - 2014年 - 2015年  Jリーグ・アンダー22選抜
  - 2016年  大分トリニータ（期限付き移籍）
  - 2018年8月 - 同年9月  徳島ヴォルティス（育成型期限付き移籍）
- 2021年 - 2023年  ギラヴァンツ北九州
- 2024年 -  福島ユナイテッドFC

## 個人成績
| 国内大会個人成績 | 国内大会個人成績 | 国内大会個人成績 | 国内大会個人成績 | 国内大会個人成績 | 国内大会個人成績 | 国内大会個人成績 | 国内大会個人成績 | 国内大会個人成績 | 国内大会個人成績 | 国内大会個人成績 | 国内大会個人成績 |
| 年度             | クラブ           | 背番号           | リーグ           | リーグ戦         | リーグ戦         | リーグ杯         | リーグ杯         | オープン杯       | オープン杯       | 期間通算         | 期間通算         |
| 年度             | クラブ           | 背番号           | リーグ           | 出場             | 得点             | 出場             | 得点             | 出場             | 得点             | 出場             | 得点             |
| 日本             | 日本             | 日本             | 日本             | リーグ戦         | リーグ戦         | リーグ杯         | リーグ杯         | 天皇杯           | 天皇杯           | 期間通算         | 期間通算         |
| ---------------- | ---------------- | ---------------- | ---------------- | ---------------- | ---------------- | ---------------- | ---------------- | ---------------- | ---------------- | ---------------- | ---------------- |
| 2014             | 神戸             | 28               | J1               | 0                | 0                | 0                | 0                | 0                | 0                | 0                | 0                |
| 2015             | 神戸             | 28               | J1               | 0                | 0                | 0                | 0                | 0                | 0                | 0                | 0                |
| 2016             | 大分             | 31               | J3               | 0                | 0                | -                | -                | 0                | 0                | 0                | 0                |
| 2017             | 神戸             | 28               | J1               | 0                | 0                | 0                | 0                | 0                | 0                | 0                | 0                |
| 2018             | 神戸             | 28               | J1               | 0                | 0                | 1                | 0                | 0                | 0                | 1                | 0                |
| 2018             | 徳島             | 40               | J2               | 0                | 0                | -                | -                | -                | -                | 0                | 0                |
| 2018             | 神戸             | 28               | J1               | 0                | 0                | -                | -                | -                | -                | 0                | 0                |
| 2019             | 神戸             | 28               | J1               | 2                | 0                | 1                | 0                | 0                | 0                | 3                | 0                |
| 2020             | 神戸             | 28               | J1               | 1                | 0                | 0                | 0                | -                | -                | 1                | 0                |
| 2021             | 北九州           | 1                | J2               | 19               | 0                | -                | -                | 0                | 0                | 19               | 0                |
| 2022             | 北九州           | 1                | J3               | 12               | 0                | -                | -                | 0                | 0                | 12               | 0                |
| 2023             | 北九州           | 1                | J3               | 18               | 0                | -                | -                | 1                | 0                | 19               | 0                |
| 2024             | 福島             | 1                | J3               | 36               | 0                | 1                | 0                | 0                | 0                | 37               | 0                |
| 2025             | 福島             | 22               | J3               |                  |                  |                  |                  |                  |                  |                  |                  |
| 通算             | 日本             | 日本             | J1               | 3                | 0                | 2                | 0                | 0                | 0                | 4                | 0                |
| 通算             | 日本             | 日本             | J2               | 19               | 0                | -                | -                | -                | -                | 19               | 0                |
| 通算             | 日本             | 日本             | J3               | 66               | 0                | 1                | 0                | 1                | 0                | 68               | 0                |
| 総通算           | 総通算           | 総通算           | 総通算           | 88               | 0                | 3                | 0                | 1                | 0                | 90               | 0                |

その他の公式戦
| 2014   | J-22   | -      | J3     | 8  | 0 | 8  | 0 |
| 2015   | J-22   | -      | J3     | 7  | 0 | 7  | 0 |
| 通算   | 日本   | 日本   | J3     | 15 | 0 | 15 | 0 |
| 総通算 | 総通算 | 総通算 | 総通算 | 15 | 0 | 15 | 0 |

| 国際大会個人成績 | 国際大会個人成績 | 国際大会個人成績 | 国際大会個人成績 | 国際大会個人成績 |
| 年度             | クラブ           | 背番号           | 出場             | 得点             |
| AFC              | AFC              | AFC              | ACL              | ACL              |
| ---------------- | ---------------- | ---------------- | ---------------- | ---------------- |
| 2020             | 神戸             | 28               | 0                | 0                |
| 通算             | AFC              | AFC              | 0                | 0                |

- 2013年は2種登録選手（出場なし）

出場歴
- Jリーグ初出場 - 2014年3月16日 J3第2節 対藤枝MYFC（藤枝総合運動公園サッカー場）

## タイトル

### クラブ
兵庫県国体選抜
- 国民体育大会サッカー競技 少年男子 (2012年)

ヴィッセル神戸U-18
- 高円宮杯U-18サッカーリーグ プリンスリーグ関西 (2011年)
- 高円宮杯U-18サッカーリーグ プレミアリーグ ウエスト (2013年)
- Jリーグユース選手権大会 (2013年)

大分トリニータ
- J3リーグ（2016年）

### 代表
U-19日本代表
- AFF U-19ユース選手権 (2014年)

## 代表歴
- 2010年 U-15日本代表
- 2011年 U-16日本代表
- 2012年 U-17日本代表
- 2013年 U-18日本代表
- 2014年 U-19日本代表
  - 2014 AFF U-19ユース選手権
  - AFC U-19選手権2014
- 2014年 U-21日本代表